# Євген Смірнов
Євген Смірнов (нар. 1 січня 1982) — колишній російський тенісист.
Найвищу одиночну позицію світового рейтингу — 388 місце досяг 18 жовтня 2004, парну — 233 місце — 21 листопада 2005 року.

## Титули ITF Ф'ючерс

### Одиночний розряд: (1)
| Ранг | Дата     | Турнір                  | Покриття | Суперник        | Рахунок             |
| ---- | -------- | ----------------------- | -------- | --------------- | ------------------- |
| 1.   | Сер 2004 | Росія F1, Сергієв Посад | Ґрунт    | Денис Мацюкевич | 6–2, 6–7(6), 7–6(5) |

### Парний розряд: (9)
| Ранг | Дата     | Турнір                          | Покриття | Партнер          | Суперники                            | Рахунок       |
| ---- | -------- | ------------------------------- | -------- | ---------------- | ------------------------------------ | ------------- |
| 1.   | Чер 2001 | Республіка Македонія F2, Скоп'є | Ґрунт    | Михайло Єлгін    | Тодор Енев Милен Велев               | 4–6, 6–4, 6–1 |
| 2.   | Лют 2002 | Ізраїль F2, Ашкелон             | Тверде   | Tero Vilen       | Крістіан Ґрюнес Джейсон Маршалл      | 6–4, 6–1      |
| 3.   | Тра 2004 | Румунія F4, Бухарест            | Ґрунт    | Філіпп Мухометов | Артемон Апосту-Ефремов Теодор Болану | 4–6, 6–3, 7–5 |
| 4.   | Чер 2004 | Україна F1, Дніпро (місто)      | Ґрунт    | Дмитро Власов    | Dmitri Gurichev Іраклі Ушангішвілі   | 6–4, 6–1      |
| 5.   | Сер 2004 | Росія F1, Сергієв Посад         | Ґрунт    | Філіпп Мухометов | Денис Мацюкевич Ерік Шерер           | 6–2, 6–2      |
| 6.   | Сер 2004 | Росія F2, Красноармійськ        | Тверде   | Філіпп Мухометов | Денис Мацюкевич Ерік Шерер           | 6–0, 6–2      |
| 7.   | Лют 2005 | Австрія F2, Берггайм            | Килим    | Nikolai Dyachok  | Андрій Столяров Олександр Ярмола     | 6–1, 3–6, 6–1 |
| 8.   | Тра 2005 | Узбекистан F4, Андижан          | Тверде   | Андрій Столяров  | Орест Терещук Сергій Ярошенко        | 0–6, 6–4, 6–1 |
| 9.   | Чер 2005 | Туреччина F1, Анкара            | Ґрунт    | Сергій Ярошенко  | Сіріль Боден Шарлі Вільнев           | 6–2, 7–6(5)   |